# 冼星海紀念館
冼星海紀念館（葡萄牙語：Museu Memorial de Xian Xinghai）於2019年開幕，位於美副將大馬路與俾利喇街交界的別墅群之中。所在建築物原屬郵電局宿舍，建於1950年代，為一座帶花園兩層高鋼筋混凝土的西式別墅，設計簡練。原址經澳門文化局修復後於紀念館開幕日免費開放公眾。

## 人物介紹
冼星海於1905年6月13日誕生於澳門下環一個貧苦漁家，父親早逝，他7歲時隨著幫傭為生的母親，飄泊到了新加坡，後來，他回到廣州，靠半工半讀學習音樂，日後還在北平、上海的大學學音樂，24歲時遠渡重洋，去法國巴黎，在當地餐館當雜工，並經常失業，曾幾次因飢寒交迫暈倒街頭。他以頑強的毅力，在繁忙工作之餘，還跟著名的小提琴家奧勃多菲學小提琴，向著名的音樂家討敎作曲、指揮的技能。
當時國難當頭，冼星海立即動身回國。一回到上海，便投身於抗日救亡運動中，譜出了《只怕不抵抗》、《救國進行曲》等激勵抗日熱情歌曲。
1937年抗日戰爭爆發，他參加抗日救亡演劇二隊，在各地宣傳。到武漢後，他參加了周恩來領導的國民政府軍事委員會政治部第三廳，負責音樂工作，推動抗日的歌咏運動。1938年秋天，他到了延安，翌年任魯迅藝術學院音樂系主任。此時他的創作激情更高，先後譜出了《生產大合唱》、《黃河大合唱》、《九·一八大合唱》等七十多首歌曲，譜出了人民大衆抗日的怒吼聲。
1940年5月，他被派往蘇聯，年底到達莫斯科，恰逢蘇聯衛國戰爭爆發，已無法回國，便留下，並創作了《第二交響曲》，歌頌蘇聯人民的偉大衛國戰爭，又創作了《中國狂想曲》，表達了對祖國的懷念。1945年10月，他因累勞成疾，患了肺病不治而病逝莫斯科。他在短短的一生中，譜寫出的樂曲共有五六百首。

## 歷史

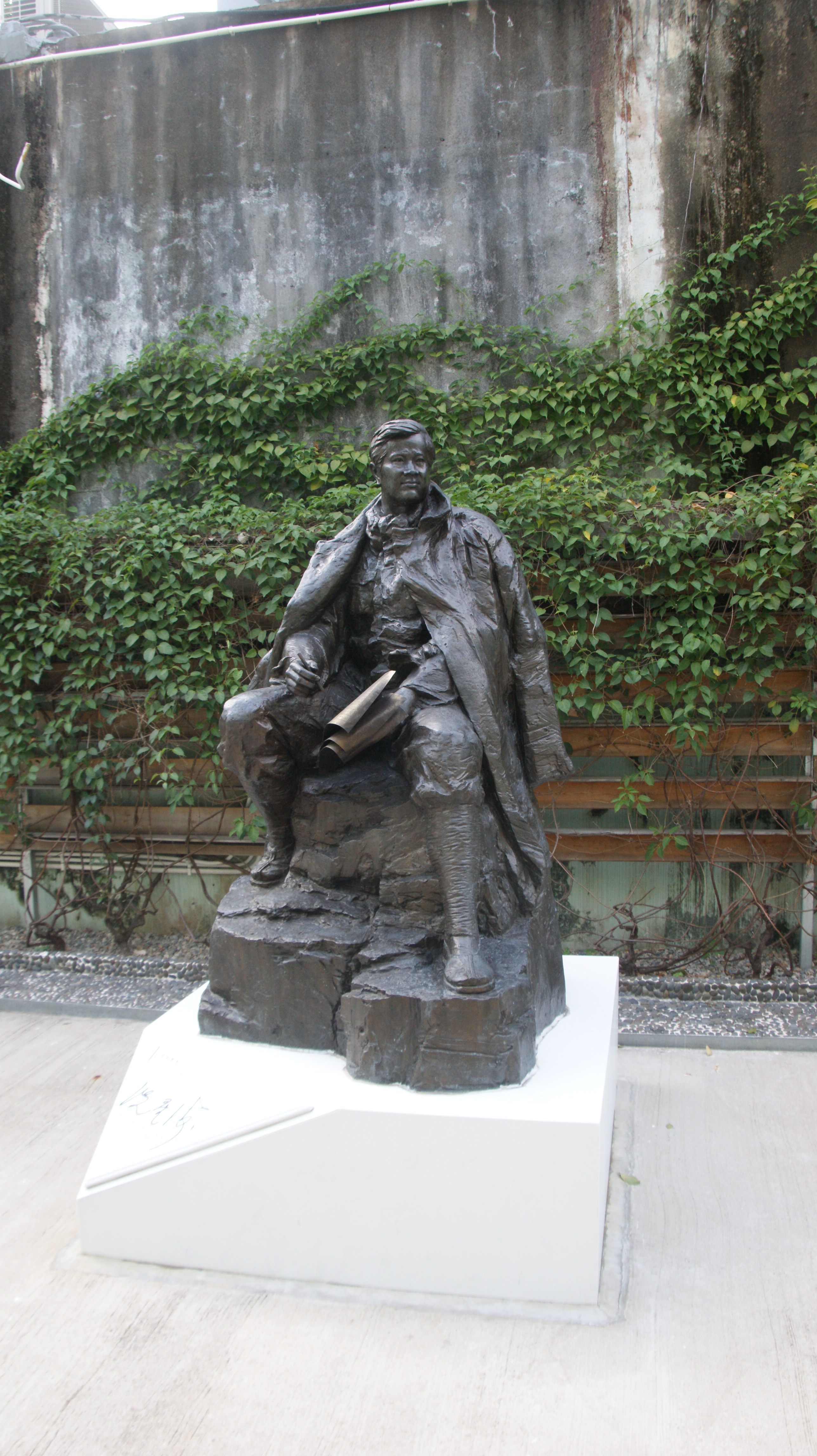
冼星海人像雕塑

2015年前社會文化司司長譚俊榮提出在美副將大馬路舊別墅群中的一棟房屋改建成冼星海紀念館，紀念澳門出生的作曲家冼星海。期望結合本土人文歷史，建立具有文化旅遊魅力的文化博覽區。
2018年文化局計劃將俾利喇街一帶十二棟葡式別墅（綠屋仔）的兩幢別墅規劃為紀念館選址；並邀請本地雕塑家黃家龍在別墅後庭院設立一座冼星海紀念雕塑。前司長譚俊榮視察後表示，政府計劃將紀念館成愛國教育基地。
紀念館於2019年11月23日上午11時舉行開幕禮，冼星海銅像也同場揭幕，11月24日起正式向公衆開放。在開幕禮上，前司長譚俊榮向冼星海女兒冼妮娜頒發感謝狀；前文化局局長穆欣欣致送紀念品予中國藝術研究院圖書館館長趙海明。當局與圖書館合作，向該館借出收藏的手稿及遺物為期三個月的展出。
2020年9月3日為紀念中國人民抗日戰爭暨世界反法西斯戰爭勝利七十五周年，國務院公佈第三批國家級抗戰紀念設施、遺址名錄，全國共八十處入選，當中澳門冼星海紀念館獲列入名錄內。
2021年文化局持續推動文博資源的數字化利用，繼澳門博物館及澳門藝術博物館後，當局轄下的博物館之一冼星海紀念館亦增設線上VR虛擬展廳，實現360度雲參觀。

## 相關資訊
- 開放時間︰上午10時至下午6時（5時30分停止入場），逢星期二休館，公眾假期照常開放
- 入場費：免費開放

## 外部連結
- 冼星海紀念館 （页面存档备份，存于）